# Lepidochrysops junae
Lepidochrysops junae är en fjärilsart som beskrevs av Dickson 1974. Lepidochrysops junae ingår i släktet Lepidochrysops och familjen juvelvingar. Inga underarter finns listade i Catalogue of Life.